# Tagirion
En la Cábala judía, Tagirion o Thagirion, es la qlifá relacionado con la sefirá Tiféret en el Árbol de la Vida en la Cábala; la cual se asocia con el concepto de la disputa, la contradicción y la falta de armonía y belleza. Su nombre significa "El disputado" o "El velo de la corrupción".
En la Cábala, Tagirion simboliza la corrupción del ego, la falsedad y la hipocresía. En lugar de la verdadera iluminación, aquí se encuentra la arrogancia y la obsesión con una imagen falsa de poder o sabiduría
Así, como Tiféret es la sefirá de la armonía, y el equilibrio de diferentes fuerzas, las cuales en particular equilibran los poderes otorgados por Jesed (la amorosa benevolencia), con el restante poder de Gevurá. Implícita en la idea del equilibrio y la síntesis también está la idea de la tensión, y de las oscilaciones entre las diferentes fuerzas. Para el equilibrio, Jesed y Gevurá a menudo trabajan en contra, y se debe permitir que el péndulo oscile entre las dos. Si el péndulo es forzado a quedarse quieto en la mitad, de Tiféret emerge Tagirion.
Se le atribuyen los hombres violentos (que están en desequilibrio de su armonía), los dolorosos «movedores» y en demonología con los demonios llamados Zomiel (gigantes negros que siempre están trabajando uno contra el otro); y su regente es Belphegor, un demonio asociado con la pereza, la corrupción y las falsas promesas de riqueza o conocimiento.
Otro importante rol de Tiféret es el de Salvador. En la Cábala cristiana se dice que el Padre puede conocerse a través de Tiféret, el Hijo.
Puede decirse que Tagirion es el aspecto negativo de este dogma, la doctrina más rígida que condena al infierno eterno a todo aquel que se atreva a desafiar su tipo particular de belleza.
- Datos: Q596418